# Đầm lầy Atchafalaya

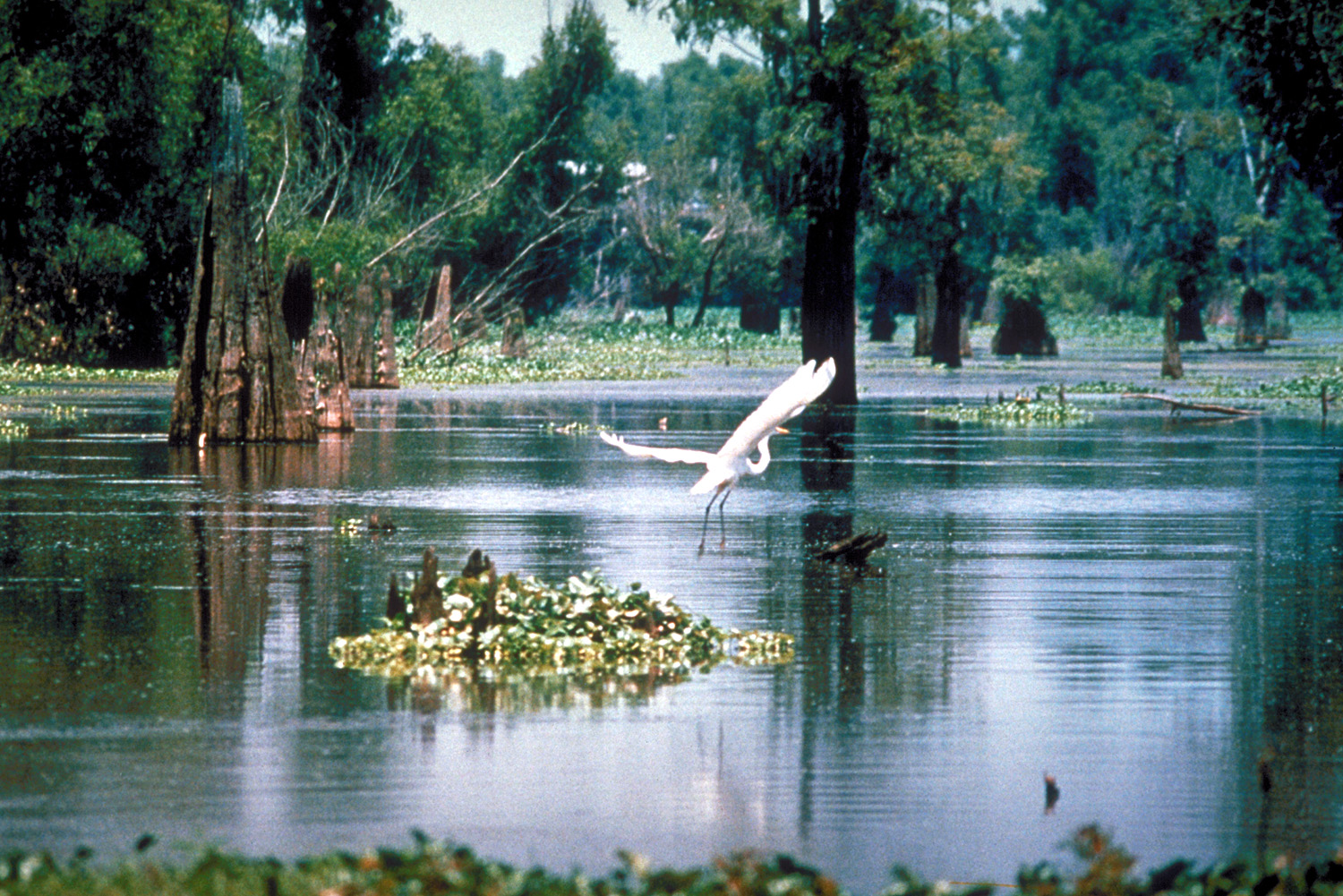
Đầm lầy Atchafalaya

Đầm lầy Atchafalaya là khu đầm lầy lớn nhất nước Mỹ, nằm ở phía Nam trung tâm bang Louisiana. Đây là một vùng đất ngập nước được hình thành do sự kết hợp với khu lưu vực sông Atchafalaya, nơi sông này đổ ra Vịnh Mexico. Đầm lầy Atchafalaya rất lớn, rộng khoảng 30 cây số và dài khoảng 240 cây số với tổng diện tích trải rộng trên khoảng 400.000ha, nếu tính chung cả vùng phụ cận thì có thể lên đến khoảng 2.410 km². Nước trong đầm lầy này lúc nhiều lúc ít tùy theo từng mùa, nhưng nước đọng thành vũng và không chảy đi đâu như sông hay lạch.
Atchafalaya là khu dự trữ đất ngập nước lớn nhất Bắc Mỹ, gồm một mạng lưới các nhánh sông, đầm lầy có kiểu địa hình rất đa dạng như vừa là đầm lầy những cũng có những đồng lầy, bãi lầy, hay có những hồ, nhánh sông.... Đầm lầy Achafalaya rất vắng vẻ, ít ai định cư ở đây. Những lúc sông Mississippi nước nhiều đe dọa các thành phố hạ lưu như New Orleans, người ta thường xả nước vào vùng đồng bằng này, để giảm áp lực nước làm đầm lầy nhiều nước thêm. Cầu dài nhất nước Mỹ (dài khoảng 30 cây số) chạy ngang qua đầm Atchafalaya trên quốc lộ số 10.

## Động vật

### Đa dạng
Đầm lầy rất đa dạng có 300 loài chim, 100 loài cá và 65 loài lưỡng cư, bò sát khác nhau với hơn hàng nghìn con cá sấu, ở đây cũng có nhiều cá da trơn và tôm, cua.... các loài động vật đặc trưng như cá sấu alligator, loài gấu đen của vùng Louisiana.

### Thú
Loài linh miêu là loài mèo hoang dã. Gấp đôi kích thước của một con mèo bình thường, chúng rất mạnh mẽ. Linh miêu có khả năng thích nghi cao nhất ở Mỹ gần một triệu có trên khắp đất nước.

### Côn trùng
Bọ nước là loài côn trùng sống ở đầm lầy Achafalaya, nó bắt mồi bằng cách sử dụng cái mỏ sắt nhọn như kim tiêm dưới da - tìm một chất kịch độc gây tê liệt cùng với các enzym tiêu hóa vào cơ thể con mồi.

## Điện ảnh
Trong điện ảnh, đầm lầy này được nhắc đến trong bộ phim mang tên "đầm lầy tử thần" (tựa gốc tiếng Anh: In the electry mist). Trong phim, đầm lầy là nơi chứa xác của một người tù da den bị bắn chết và sau này là một cô gái da trắng tên là Cherry Lecblen. Đầm lầy là nơi thanh tra Dave Robicheux trong tâm thức đã gặp gỡ tướng Jon Bell Hood, nhiều vụ việc bí ẩn xoay quanh đầm lầy này.